# Eric Jamili
Eric Jamili (* 22. Mai 1977 in Silay City, Philippinen) ist ein ehemaliger philippinischer Boxer im Strohgewicht. 

## Profikarriere
Im Jahre 1995 begann er erfolgreich seine Profikarriere. Am 19. Dezember 1997 boxte er gegen Mickey Cantwell um den Weltmeistertitel des Verbandes WBO und gewann durch K. o. Diesen Gürtel verlor er allerdings bereits in seiner ersten Titelverteidigung Ende Mai des darauffolgenden Jahres an Kermin Guardia.
Im Jahre 2003 beendete er seine Karriere.